# Seddur
Seddur is een bestuurslaag in het regentschap Pamekasan van de provincie Oost-Java, Indonesië. Seddur telt 4988 inwoners (volkstelling 2010).